# Ursula Weisser
Ursula Weisser (* 12. Januar 1948 in Schwäbisch Hall) ist eine deutsche Medizinhistorikerin. Ihre Forschungsarbeiten widmen sich insbesondere der Medizin des arabisch-islamischen Mittelalters. Auch zur Medizin in Hamburg legte Ursula Weisser Veröffentlichungen vor.

## Leben
An der Johann Wolfgang Goethe-Universität Frankfurt am Main studierte Ursula Weisser in den Jahren 1967 bis 1974 Geschichte der Naturwissenschaften, Islamwissenschaften, Orientalische Philologie und Indogermanische Sprachwissenschaft. Von 1969 bis 1972 war sie am Institut für Geschichte der Naturwissenschaften Wissenschaftliche Hilfskraft beim Forschungsprojekt Geschichte des arabischen Schrifttums, das von Fuat Sezgin geleitet wurde. In den Jahren 1972 bis 1974 erhielt Ursula Weisser ein Graduiertenstipendium der Deutschen Forschungsgemeinschaft (DFG). 1974 erfolgte ihre Promotion zum Dr. phil. nat.
Von 1975 bis 1981 war Ursula Weisser als Wissenschaftliche Assistentin am Institut für Geschichte der Medizin der Friedrich-Alexander-Universität Erlangen-Nürnberg tätig. 1981 habilitierte sie sich für Geschichte der Medizin mit einer Schrift über Zeugungsvorstellungen in der Medizin des arabisch-islamischen Mittelalters. Ursula Weisser wurde an der Friedrich-Alexander-Universität zur Akademischen Oberrätin ernannt, kommissarisch leitete sie das dortige Institut für Geschichte der Medizin im Wintersemester 1981/82. Im Zeitraum 1981 bis 1984 übernahm sie die Vorlesungsvertretung während der Vakanz des Erlanger Lehrstuhls für Geschichte der Medizin. Von 1982 bis 1984 war Ursula Weisser Stipendiatin des Heisenberg-Programms der DFG.
Zwischen 1984 und 1987 arbeitete sie als Privatdozentin am Medizinhistorischen Institut der Johannes Gutenberg-Universität Mainz.
Im Jahr 1987 trat Ursula Weisser das Amt der Direktorin des Instituts für Geschichte der Medizin am Universitätsklinikum Hamburg-Eppendorf an. Dieses hatte sie bis zu ihrer Emeritierung im Jahr 2000 inne.

## Herausgeberschaft
Ursula Weisser war Mitherausgeberin der Reihe Hamburger Studien zur Geschichte der Medizin.

## Publikationen (Auswahl)
- Das „Buch über das Geheimnis der Schöpfung“ von Pseudo-Apollonius von Tyana. Berlin / New York 1980 (= Ars medica, III. Abteilung, Band 2).
- Ibn Sina und die Medizin des arabisch-islamischen Mittelalters – Alte und neue Urteile und Vorurteile. In: Medizinhistorisches Journal. Band 18, 1983, S. 283–305.
- Zeugung, Vererbung und pränatale Entwicklung in der Medizin des arabisch-islamischen Mittelalters. Erlangen 1983.